# Nävlinge kyrka
Nävlinge kyrka är en kyrka i Nävlinge. Den tillhör Vinslövs församling i Lunds stift.

## Kyrkobyggnaden
Den ursprungliga kyrkan var en enkel lantkyrka av sten byggd på 1200-talet.
I sitt nuvarande skick är kyrkan, frånsett takbeläggningen, oförändrad exteriört sedan 1856. Tre år tidigare hade professorn i grekiska Carl Georg Brunius utfört ritningar, vilka bearbetades av Överintendentsämbetet. Kyrkvalven rasade under bygget och nya ritningar gjordes, efter vilket byggnationen genomfördes 1855—1856. Byggnaden är uppförd av putsad och vitkalkad gråsten, sånär som på tornets trappgavlar som har oputsat tegel. Ursprungligen hade kyrkan ett plåttak, som 1967 ersattes med ett koppartak.

## Inventarier
- Dopfunten av kalksten är från medeltiden.

### Orgel
- Orgeln byggd 1870 av Johan Niklas Söderling, Göteborg har genomgått stora renoveringar 1952 och 1977.[1]

- 1876 byggde Knud Olsen, Köpenhamn en orgel med 8 stämmor.
- 1952 byggde E A Setterquist & Son, Örebro en orgel med 11 stämmor.
- Den nuvarande orgeln byggdes 1977 av Gunnar Carlsson, Borlänge och är en mekanisk orgel.

| Manual I      | Manual II           | Pedal        | Koppel |
| Rörflöjt 8'   | Gedackt 8´          | Subbas 16´   | I/P    |
| Principal 4'  | Blockflöjt 4'       | Principal 8' | II/P   |
| Kvintadena 4' | Principal 2'        |              | II/I   |
| Waldflöjt 2'  | Kvint 1 1/3'        |              |        |
| Mixtur 4 chor | Sesquialtera 2 chor |              |        |
|               | Tremulant           |              |        |